# Локовец
Локовец (словен. Lokovec, итал. Locavizza) је насељено место у општини Нова Горица, Горишка регија, Словенија.

## Историја
До територијалне реорганизације у Словенији био је у саставу старе општине Нова Горица.

## Становништво
У попису становништва из 2011. године, Локовец је имао 281 становника.
| Број становника према пописима | Број становника према пописима | Број становника према пописима |
| ------------------------------ | ------------------------------ | ------------------------------ |
| 1991                           | 2002                           | 2011                           |
| 404                            | 294                            | 281                            |

Напомена: Године 1952. настала спајањем насеља Горњи Локовец и Долњи Локовец, која су укинута.